# Binecuvântare mortală
Binecuvântare mortală (titlu original: Deadly Blessing) este un film american slasher din 1981 regizat de Wes Craven. Rolurile principale au fost interpretate de actorii Maren Jensen, Lisa Hartman și Sharon Stone.

## Distribuție
- Maren Jensen - Martha Schmidt
- Sharon Stone - Lana Marcus
- Susan Buckner - Vicky Anderson
- Jeff East - John Schmidt
- Colleen Riley - Melissa
- Douglas Barr - Jim Schmidt
- Lisa Hartman - Faith Stohler
- Lois Nettleton - Louisa Stohler
- Ernest Borgnine - Isaiah Schmidt
- Michael Berryman - William Gluntz
- Kevin Cooney - Sheriff